# Intention
|  | Wiktionary har en ordboksartikel om intention. |

Intention (av latin intentio, att spänna, sträcka) betecknar inom samhällsvetenskaperna en individs förhållande till ett eget, framtida beteende och antas i psykologiskt baserade teorier vara den orsaksvariabel som närmast föregår ett specifikt beteende.

## Användningsområde
Alla beteenden som sker medvetet antas ha sin grund i en intention, vilket innebär att intentioner kan ha ett förklaringsvärde för en mängd olika beteenden. Kunskap om individers intentioner har därför en central roll i vetenskapliga undersökningar inom psykologi, sociologi, organisationsteori och marknadsföring samt i tillämpade undersökningar som syftar till att göra prognoser om individens framtida beteende (till exempel väljarundersökningar före politiska val och marknadsundersökningar inför lansering av nya produkter).

## Typer av intentioner
En individ kan förhålla sig på olika sätt till sitt eget framtida beteende, vilket avspeglas i att det finns olika intentionstyper. En vanlig typ tar fasta på graden av avsikt hos individen, vilket i sin tur förutsätter någon form av medveten plan inför framtiden. En annan vanlig intentionstyp, speciellt i en marknadsundersökning, avser individens uppskattning av sannolikheten att ett visst beteende kommer att utföras. Ytterligare en intentionstyp tar fasta på individens vilja att utföra en handling i framtiden. Dessa tre intentionstyper har visat sig ge olika goda prognoser för verkligt beteende.

## Mätningar av intentioner
Intentioner mäts med frågor till individen om dennes framtida beteende, vanligtvis i form av frågor i en enkätundersökning. I regel tillhandahåller undersökaren svarsalternativ som består av en flergradig skala med ytterligheter angående det framtida beteendet som ”inte alls troligt” och ”mycket troligt”. Antalet steg på sådana skalor kan variera. Fem, sju och tio steg är vanliga.

## Kontroverser
I vissa undersökningar har individers intentioner uppmätts vid en viss tidpunkt, sedan avvaktar undersökaren så att det aktuella beteendet ska kunna inträffa och därefter registrerar undersökaren om beteendet inträffade eller ej. Därmed kan undersökaren fastställa i vilken utsträckning det finns en korrelation mellan en intention vid en viss tidpunkt och ett beteende vid en senare tidpunkt. I undersökningar med ett sådant förfarande uppvisar intentioner stora variationer i förmågan att förutsäga beteende. Många undersökningar inom psykologi och marknadsföring baseras dock endast på ett antagande om att intentioner är korrelerade med beteende och innehåller inga försök från undersökarens sida att fastlägga (det vill säga ingen insamling av beteendedata sker) om det verkligen finns något samband.